# Wenn die Abendglocken läuten (film 1951)
Wenn die Abendglocken läuten è un film del 1951 diretto da Alfred Braun.

## Produzione
Il film fu prodotto dall'Apollo-Film GmbH di Berlino.

## Distribuzione
Distribuito dalla Gloria Filmverleih AG, uscì nelle sale cinematografiche tedesche il 21 dicembre 1951.